# Чемпионат России по плаванию 2001
Чемпионат России по плаванию 2001 года прошёл с 27 по 30 июня в СК «Олимпийский», Москва.

### Мужчины

#### 50 м, вольный стиль
Леонид Хохлов (Санкт-Петербург-1) — 23,04

 Андрей Капралов (Санкт-Петербург-1) — 23,18

 Павел Балашов (Москва-1) — 23,39

#### 100 м, вольный стиль
Андрей Капралов (Санкт-Петербург-1) — 50,21

 Денис Пиманков (ХМАО — Омская область) — 50,95

 Иван Усов (Омская область — Кемеровская область) — 51,03

#### 200 м, вольный стиль
Андрей Капралов (Санкт-Петербург-1) — 1.49,97

 Дмитрий Чернышев (Омская область) — 1.50,12

 Степан Ганзей (Волгоградская область) — 1.50,57

#### 400 м, вольный стиль
Степан Ганзей (Волгоградская область) — 3.53,52

 Алексей Буценин (Москва-1) — 3.57,24

 Максим Кузнецов (Калужская область) — 3.57,58

#### 800 м, вольный стиль
Алексей Филипец (Ростовская область) — 7.59,08

 Владимир Бобылев (Волгоградская область) — 8.24,53

 Евгений Дратцев (Ярославская область) — 8.26,61

#### 1500 м вольный стиль
Алексей Филипец (Ростовская область) — 15.24,38

 Алексей Белый (Ростовская область) — 15.47,20

 Евгений Дратцев (Ярославская область) — 15.53,64

#### 50 м на спине
Владислав Аминов (Красноярский край — Омская область) — 26,16

 Денис Панкратов (Волгоградская область) — 26,32

 Сергей Остапчук (Приморский край) — 26,44

#### 100 м на спине
Сергей Остапчук (Приморский край) — 56,31

 Владислав Аминов (Омская область — Красноярский край) — 57,28

 Аркадий Вятчанин (Ростовская область — Коми) — 57,3

#### 200 м на спине
Сергей Остапчук (Приморский край) — 2.00,94

 Михаил Гвоздев (Ростовская область) — 2.03,80

 Александр Черновцев (Волгоградская область — Астраханская область) — 2.05,02

#### 50 м, брасс
Арсений, Маляров (Москва-1) — 28,76

 Роман Ивановский (Волгоградская область) — 28,78

 Сергей Герасимов (Омская область) — 29,2
В специальном заплыве Роман Слуднов установил рекорд России — 27,77.

#### 100 м, брасс
Роман Слуднов (Омская область) — 0.59,97 РМ

 Дмитрий Коморников (Москва-1) — 1.02,34

 Роман Макаров (ХМАО — Удмуртия) — 1.03,24
Роман Слуднов в полуфинале установил мировой рекорд — 1.00,26, побив достижение американца Эда Мозеса 1.00,29.

#### 200 м, брасс
Дмитрий Коморников (Москва-1) — 2.15,53

 Роман Макаров (ХМАО — Удмуртия) — 2.16,55

 Сергей Герасимов (Омская область) — 2.16,63

#### 50 м, баттерфляй
Игорь Марченко (Санкт-Петербург-1) — 24,40

 Дмитрий Копылов (Москва-2) — 24,93

 Сергей Блескин (Санкт-Петербург) — 25,22

#### 100 м, баттерфляй
Игорь Марченко (Санкт-Петербург-1) — 53,29

 Владислав Куликов (Москва-1) — 53,84

 Артур Ахметов (Самарская область) — 55,27

#### 200 м, баттерфляй
Анатолий Поляков (Ростовская область — Коми) — 1.59,04

 Андрей Сырых (Ставропольский край) — 2.01,94

 Илья Скрыдлов (Санкт-Петербург-1) — 2.03,31

#### 200 м, комплексное плавание
Роман Ивановский (Волгоградская область) — 2.03,70

 Сергей Прохоров (Ульяновская область) — 2.05,12

 Анатолий Поляков (Коми) — 2.05,14

#### 400 м, комплексное плавание
Сергей Прохоров (Ульяновская область) — 4.25,22

 Алексей Белый (Ростовская область) — 4.27,95

 Дмитрий Коморников (Москва-1) — 4.28,13

#### Эстафета 4 × 100 м вольным стилем
Санкт-Петербург-1 (Андрей Капралов, Алексей Павлов, Игорь Марченко, Леонид Хохлов) — 3.25,88

 Омская область (Максим Виноградов, Иван Усов, Дмитрий Чернышов, Григорий Овчинников) — 3.26,21

 Москва-1 (Павел Балашов, Максим Коршунов, Владислав Куликов, Сергей Лавренов) — 3.29,42

#### Эстафета 4 × 200 м вольным стилем
Волгоградская область (Алексей Егоров, Денис Родкин, Иван Борисов, Степан Ганзей) — 7.33,38

 Омская область (Максим Виноградов, Виталий Глузда, Сергей Зыков, Дмитрий Чернышов) — 7.36,43

 Москва-1 (Павел Балашов, Денис Фалалеев, Сергей Лавренов, Максим Коршунов) — 7.43,17

#### Эстафета 4 × 100 м, комбинированная
Санкт-Петербург-1 (Александр Шилин, Денис Гришин, Игорь Марченко, Леонид Хохлов) — 3.46,47

 Москва-1 (Павел Комаров, Арсений Маляров, Владислав Куликов, Павел Балашов) — 3.47,46

 Омская область (Максим Виноградов, Сергей Герасимов, Александр Здолбицкий, Иван Усов) — 3.53,19

### Женщины

#### 50 м, вольный стиль
Екатерина Кибало (Красноярский край — Волгоградская область) — 25,57

 Марина Чепуркова (Москва-1) — 25,59

 Инна Яицкая (Самарская область) — 25,93

#### 100 м, вольный стиль
Надежда Чемезова (Свердловская область) — 56,35

 Марина Чепуркова (Москва-1) — 56,41

 Екатерина Кибало (Краснодарский край) — 57,01

#### 200 м, вольный стиль
Надежда Чемезова (Свердловская область — Самарская область) — 2.00,18

 Ольга Павлова (Оренбургская область) — 2.02,97

 Ольга Богословенко (Волгоградская область) — 2.03,43

#### 400 м, вольный стиль
Ирина Уфимцева (Новосибирская область) — 4.10,24

 Надежда Чемезова (Свердловская область — Самарская область) — 4.14,71

 Ирина Коровина (Коми) — 4.17,58

#### 800 м, вольный стиль
Ирина Уфимцева (Новосибирская область) — 8.44,31

 Ирина Коровина (Коми) — 8.50,98

 Александра Маланина (Волгоградская область) — 8.56,47

#### 1500 м вольный стиль
Ирина Уфимцева (Новосибирская область) — 16.38,42

 Ирина Коровина (Коми) — 16.42,71

 Яна Толкачева (Волгоградская область — Кирово-Чепецк) — 16.46,81

#### 50 м на спине
Станислава Комарова (Москва-1) — 29,55 РРю

 Василиса Владыкина (Омская область) — 30,86

 Елена Пятова (Нижегородская область) — 30,99

#### 100 м на спине
Станислава Комарова (Москва-1) — 1.02,54

 Ирина Раевская (Пензенская область) — 1.05,42

 Татьяна Литовченко (Самарская область — ХМАО) — 1.05,94

#### 200 м на спине
Станислава Комарова (Москва-1) — 2.12,85

 Ирина Раевская (Пензенская область) — 2.20,38

 Екатерина Лопарева (Тюменская область) — 2.20,77

#### 50 м, брасс
Елена Богомазова (Санкт-Петербург-1) — 32,16

 Екатерина Кормачева (Москва-1) — 33,05

 Евгения Алехина (Волгоградская область) — 33,27

#### 100 м, брасс
Елена Богомазова (Санкт-Петербург-1) — 1.09,97

 Екатерина Кормачева (Москва-1) — 1.10,93

 Екатерина Кабанова (Самарская область) — 1.12,62

#### 200 м, брасс
Ольга Бакалдина (Волгоградская область) — 2.27,07

 Елена Богомазова (Санкт-Петербург-1) — 2.29,90

 Екатерина Кабанова (Самарская область) — 2.33,07

#### 50 м, баттерфляй
Наталья Сутягина (Пензенская область) — 27,42

 Екатерина Виноградова (Москва-1) — 28,01

 Инна Яицкая (Самарская область) — 28,16

#### 100 м, баттерфляй
Наталья Сутягина (Пензенская область) — 59,89

 Ирина Беспалова (Санкт-Петербург-1 — Архангельская область) — 1.00,36

 Екатерина Виноградова (Москва-1) — 1.00,56

#### 200 м, баттерфляй
Ирина Беспалова (Санкт-Петербург-1 — Архангельская область) — 2.12,00

 Екатерина Виноградова (Москва) — 2.14,28 

 Александра Волкова (Москва) — 2.19,75

#### 200 м, комплексное плавание
Оксана Веревка (ХМАО) — 2.15,35

 Ксения Бражникова (Москва-1) — 2.20,42

 Ольга Бакалдина (Волгоградская область) — 2.21,06

#### 400 м, комплексное плавание
Ксения Бражникова (Москва-1) — 4.53,39

 Оксана Старцева (Челябинская область) — 5.01,60

 Анастасия Тихонова (Санкт-Петербург-2) — 5.03,07

#### Эстафета 4 × 100 м вольным стилем
Самарская область (Наталья Шалагина, Надежда Чемезова, Екатерина Насырова, Инна Яицкая) — 3.52,17

 Москва-1 (Алиса Гаврилова, Екатерина Виноградова, Марина Чепуркова, Марина Соколова) — 3.52,85

 Омская область (Анастасия Федулова, Ольга Кроо, Василиса Владыкина, Светлана Карпеева) — 3.58,92

#### Эстафета 4 × 200 м вольным стилем
Самарская область (Екатерина Насырова, Наталья Шалагина, Надежда Чемезова, Инна Яицкая) — 8.19,77

 Волгоградская область (Любовь Юдина, Оксана Маланина, Дарья Белякина, Ольга Богославская) — 8.24,83

 Омская область (Анастасия Федулова, Ольга Кроо, Александра Машкова, Мария Горбачёва) — 8.48,35

#### Эстафета 4 × 100 м, комбинированная
Москва-1 (Станислава Комарова, Марина Соколова, Екатерина Кормачева, Марина Чепуркова) — 4.13,24

 Пензенская область (Ирина Раевская, Марина Муравьёва, Екатерина Матяшова, Ольга Киселёва) — 4.16,28

 Санкт-Петербург-1 (Мария Погодина, Елена Богомазова, Ирина Беспалова, Ирина Редякова) — 4.20,48